# Liste der Bodendenkmale in Vogelsang
Die Liste der Bodendenkmale in Vogelsang enthält alle Bodendenkmale der brandenburgischen Gemeinde Vogelsang und ihrer Ortsteile. Grundlage ist die Veröffentlichung der Landesdenkmalliste mit dem Stand vom 31. Dezember 2020.
|   | Gemarkung        | Flur | Kurzansprache                             | Bodendenkmalnummer | Bemerkung | Bild |
| - | ---------------- | ---- | ----------------------------------------- | ------------------ | --------- | ---- |
| 1 | Vogelsang (Lage) | 3    | Siedlung Neolithikum, Siedlung Bronzezeit | 90004              |           |      |